# Hercule (1797)
Pour les articles homonymes, voir Hercule (homonymie).
Pour les autres navires du même nom, voir HMS Hercules.
L’Hercule est un vaisseau de ligne de 74 canons de la Marine révolutionnaire française. Capturé en 1798 par le vaisseau britannique HMS Mars, il sert dans la Royal Navy jusqu'en 1810.

## Carrière

### Au sein de la marine française

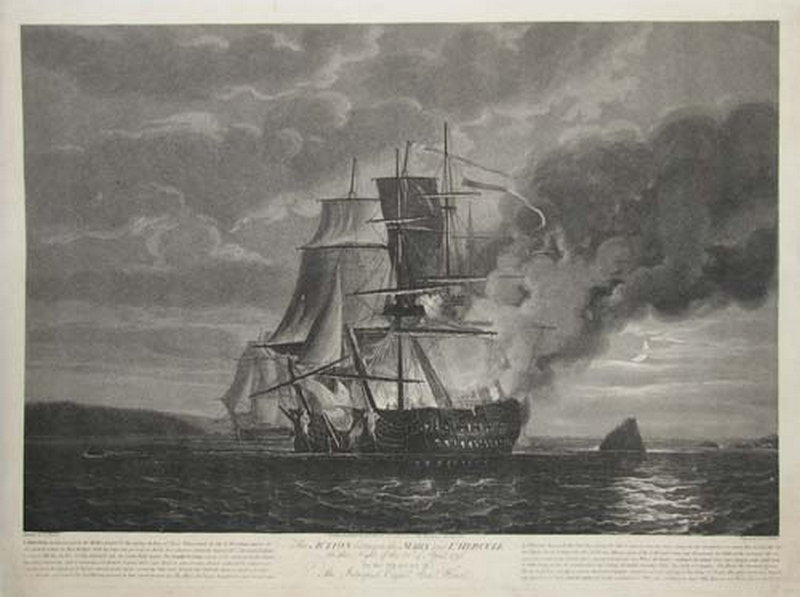
Combat entre lHercule et le Mars. On aperçoit la frégate britannique à l'arrière-plan.

Pendant son voyage inaugural, le 21 avril 1798, seulement 24 heures après avoir quitté le port, il est capturé par le vaisseau britannique HMS Mars après un violent combat, au large de l'île de Sein près de Brest. L’Hercule tente de s'échapper à travers le passage du Raz, mais la marée l'entrainant dans la mauvaise direction, il est obligé de jeter l'ancre, offrant à Alexander Hood, le capitaine du Mars, la possibilité de l'attaquer en combat rapproché. Les deux vaisseaux étaient de force égale, tous deux de 74 canons, mais l’Hercule était un vaisseau neuf. Après une heure et demie d'un sanglant combat rapproché, le vaisseau français amène son pavillon à 10 h 30, ayant — selon les estimations de ses propres officiers — 290 hommes tués ou blessés à son bord. Le Mars a quant à lui 31 marins tués et 60 blessés. Le capitaine anglais Alexander Hood trouve la mort dans ce combat. Louis L’Héritier, commandant l'Hercule fut lui aussi déclaré mort par la presse anglaise alors qu'il se remettait de ses blessures à Plymouth.

### Au sein de laRoyal Navy

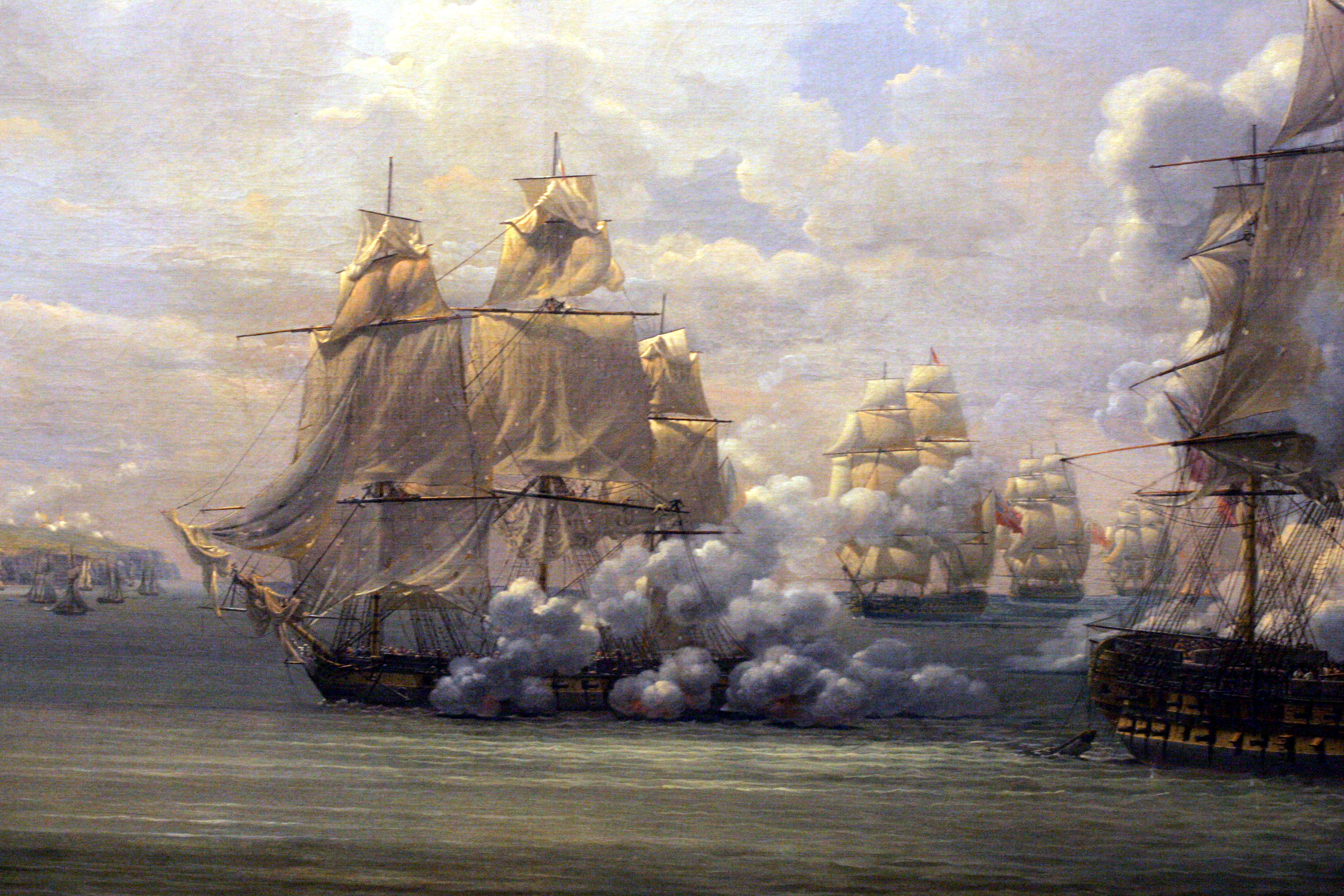
Combat entre l’Hercule et La Poursuivante.

L’Hercule est intégré au sein de la Royal Navy sous le nom de HMS Hercule.
Le 28 juin 1803, le HMS Hercule rencontre une frégate française La Poursuivante (en) et la corvette Mignonne (en). L’Hercule tente de capturer la Poursuivante, mais la frégate parvient à manœuvrer habillement et à l'arroser de son feu. L'incident est immortalisé par le peintre Louis-Philippe Crépin. Le HMS Goliath capture par la suite la Mignonne.

## Sources et bibliographie
- (en) Cet article est partiellement ou en totalité issu de l’article de Wikipédia en anglais intitulé « HMS Hercule (1798) » (voir la liste des auteurs).
- Michel Vergé-Franceschi (dir.), Dictionnaire d'Histoire maritime, Paris, éditions Robert Laffont, coll. « Bouquins », 2002, 1508 p. (ISBN 2-221-08751-8 et 2-221-09744-0)
- Étienne Taillemite, Dictionnaire des marins français, Paris, Tallandier, coll. « Dictionnaires », octobre 2002, 537 p. [détail de l’édition] (ISBN 978-2847340082)
- Jean Meyer et Martine Acerra, Histoire de la marine française : des origines à nos jours, Rennes, Ouest-France, 1994, 427 p. [détail de l’édition] (ISBN 2-7373-1129-2, BNF 35734655)
- Rémi Monaque, Une histoire de la marine de guerre française, Paris, éditions Perrin, 2016, 526 p. (ISBN 978-2-262-03715-4)
- Patrick Villiers, La France sur mer : De Louis XIII à Napoléon Ier, Paris, Fayard, coll. « Pluriel », 2015, 286 p. (ISBN 978-2-8185-0437-6)
- Alain Demerliac, La Marine de la Révolution : nomenclature des navires français de 1792 à 1799, Nice, Omega, 1999.
- Jean-Michel Roche (dir.), Dictionnaire des bâtiments de la flotte de guerre française de Colbert à nos jours, t. 1, de 1671 à 1870, éditions LTP, 2005, 530 p. (lire en ligne)